# Villa Hidalgo (Guerrero)
Villa Hidalgo es una localidad del estado mexicano de Guerrero. Es parte del municipio de San Miguel Totolapan.

## Toponimia
El nombre de la localidad rinde homenaje a Miguel Hidalgo, héroe de la Independencia de México y considerado Padre de la patria.

## Demografía
| Gráfica de evolución demográfica |
|                                  |

| Censo | Población |
| ----- | --------- |
| 1900  | 509       |
| 1910  | 595       |
| 1921  | 348       |
| 1930  | 530       |
| 1940  | 541       |
| 1950  | 670       |
| 1960  | 765       |
| 1970  | 937       |
| 1980  | 1 310     |
| 1990  | 1 393     |
| 2000  | 1 424     |
| 2010  | 1 278     |
| 2020  | 1 060     |